# Kypros (twierdza)
Kypros (arab. Ra's Aqabat Gabr) – jedna z fortec Heroda Wielkiego usytuowana na Pustyni Judzkiej w pobliżu Jerycha.
Pierwotnie ufortyfikowana przez syryjskiego generała Bakchidesa w czasie wojen machabejskich. Obwarowania zniszczył w 63 p.n.e. rzymski generał Pompejusz. Herod Wielki zbudował nową twierdzę, gdy Jerycho stało się częścią jego królestwa za Oktawiana Augusta. Już wcześniej Herod dzierżawił Jerycho od królowej egipskiej Kleopatry VII w latach 34-30. Nowa ufortyfikowana przez Heroda twierdza została nazwana na cześć jego matki – Kypros. Po śmierci Heroda twierdza znalazła się w rękach rzymskich okupantów. Zburzyli ją zeloci w 66, na początku wojny żydowskiej. W latach 1970. wykopaliska w Kypros prowadził Ehud Netzer.